# シュテファン・グリヒティング
シュテファン・グリヒティング（Stéphane Grichting , 1979年3月30日 - ）は、スイス・ヴァレー州シエール出身の元同国代表サッカー選手。現役時代のポジションはディフェンダー。フランス語読みであるステファヌ・グリシュタンとも表記される。

## 経歴

### クラブ
FCシオンでプロとしてのキャリアをスタートさせると1996-97シーズンにスーパーリーグとスイス・カップを獲得。2002年にギー・ルー監督が指揮していたAJオセールに移籍した。2012年、オセールの2部降格を機に10年ぶりに母国ヘ復帰し、グラスホッパー・クラブ・チューリッヒに所属する。2015年3月7日、シーズン限りで現役引退することを表明した。

### 代表
2004年4月28日スロベニア代表との親善試合でA代表デビューを果たした。以後、2度のFIFAワールドカップに出場、45キャップを得た。2009年9月5日のワールドカップ予選・ギリシャ戦で、決勝点となる代表初ゴールを記録した。

## 所属クラブ
- FCシオン 1996-2002
- AJオセール 2002-2012
- グラスホッパー・クラブ・チューリッヒ 2012-2015

## 代表歴

### 出場大会
- スイス代表
  - 2006 FIFAワールドカップ
  - 2010 FIFAワールドカップ

### 試合数
- 国際Aマッチ 45試合 1得点（2004年-2011年）[2]

| スイス代表 | 国際Aマッチ | 国際Aマッチ |
| 年         | 出場        | 得点        |
| ---------- | ----------- | ----------- |
| 2004       | 1           | 0           |
| 2005       | 1           | 0           |
| 2006       | 9           | 0           |
| 2007       | 4           | 0           |
| 2008       | 10          | 0           |
| 2009       | 7           | 1           |
| 2010       | 11          | 0           |
| 2011       | 2           | 0           |
| 通算       | 45          | 1           |

## タイトル
| シーズン  | チーム           | タイトル         |
| --------- | ---------------- | ---------------- |
| 1996-1997 | FCシオン         | スーパーリーグ   |
| 1997      | FCシオン         | スイス・カップ   |
| 2003      | AJオセール       | フランス・カップ |
| 2005      | AJオセール       | フランス・カップ |
| 2013      | グラスホッパーズ | スイス・カップ   |